# 左翼テロ
左翼テロ(英: Left-wing terrorism、または英: Marxist–Leninist terrorism、英: revolutionary/left-wing terrorism)とは、暴力革命によって資本主義体制を打倒し、社会主義国の設立を意図するテロリズムのことである。
左翼テロのイデオロギーは、マルクス主義と他の共産主義運動、社会主義運動の影響が非常に大きい。19世紀のロシア帝国の反体制テロ組織「人民の意志」はアレクサンドル2世を暗殺することで自らの政治的主張のプロパガンダとした。

## 日本
日本では、ソビエト連邦と国交を樹立してから第二次世界大戦敗戦までの間、治安維持法などにより共産主義者への取り締まりが行われていた。
渡部昇一によると、日本における共産主義の脅威は、1922年のコミンテルン世界会議の決議に「君主制廃止」が盛り込まれていたことで一層高まった。渡部は、「君主制廃止」は、日本では皇室の廃止と皇族の虐殺を意味しており、治安維持法はこうした暴力的なテロを取り締まるために制定されたと述べている。
次の安保更新を目前に控えた1969年、同志社大学で軍事革命、暴力革命をも辞さない過激派セクト共産主義者同盟赤軍派が結成された。同セクトは警察署や交番への襲撃をおこない、1970年3月31日にはよど号ハイジャック事件を起こした。事件後、同セクトの日本残留組は、極左の革命左派と合流して連合赤軍を結成し、1972年2月、軽井沢の浅間山荘で、管理人の妻を人質に取って立てこもるテロ事件（あさま山荘事件）を起こした。この事件と連動する形で、内ゲバによるリンチ殺人（山岳ベース事件）が明らかとなり、連合赤軍の残虐性が広く知れ渡るようになった。
以後、日本におけるテロや暴力革命を容認する極左セクトは急速に求心力を失い、1991年のソビエト連邦の解体まで、勢力を巻き返すことはなかった。
1989年12月に行われたマルタ会談で、東西冷戦の終焉が宣言されると、左翼テロ組織は闘争目標や支持基盤が失い、衰退した。日本の極左テロ組織では新規加入者の減少、加入しているメンバーの高年齢化が進んでおり、テロやゲリラ活動といった武装闘争よりも、組織の維持や拡大を優先している。また、民衆の幅広い共感を獲得するために反原発運動、貧困問題、環境問題に取り組んでいる。
2008年末から2009年初頭には東京都内で年越し派遣村が開設され、失業者や非正規就業者の増加に伴う格差、貧困が社会問題視されるようになった。こういった状況を中核派は「100年に一度の革命情勢」と捉えており、日本革命的共産主義者同盟革命的マルクス主義派（革マル派）や革命的労働者協会 （革労協）革労協とともに労働問題や雇用問題に介入することで、労働者や失業者を活動家として自らの組織に獲得しようと試みている。
2011年に福島第一原子力発電所事故が発生した際に革マル派、中核派、革労協といった極左暴力集団はいち早く反応し、事故直後から日本政府や東京電力の対応の批判、原発停止を訴える声明の発表、これらの集会、デモを行い、救援物資支援や現地として炊き出しなどの被災者支援活動を行っている。
また、日本の左翼過激派が海外の反戦団体や労働団体、反グローバリズム団体との国際連携を深めている。一例として、中核派はアメリカの労働団体や反戦団体、韓国の労働団体、ドイツの反核運動グループと連携しており、それぞれが主催する集会やデモに活動家を相互派遣している。

### 日本の左翼テロの特徴
酒井信彦は、日本の右翼テロと左翼テロとでは顕著な相違があるとして、以下のような違いを指摘している。
日本の右翼テロ
一人一殺主義。浅沼稲次郎暗殺事件など。
日本の左翼テロ
無関係な一般人。ハイジャック事件や爆弾テロ。三菱重工爆破事件、よど号ハイジャック事件、テルアビブ空港乱射事件など。
また、酒井は、こういった左翼テロが2011年時点では若い世代にほとんど知られていないことを指摘し、その原因はマスコミが左翼テロ事件を全く回顧しないためであること、回顧しない理由はマスコミと左翼勢力とがグルであるとしている。

## 参考書籍
- Aubrey, Stefan M (2004), The new dimension of international terrorism, チューリッヒ: vdf Hochschulverlag AG, ISBN 3-7281-2949-6
- Moghadam, Assaf (2006), The roots of terrorism, ニューヨーク: Infobase Publishing, ISBN 0-7910-8307-1
- 加藤朗『テロ―現代暴力論―』中央公論新社〈中公新書〉、2002年。ISBN 9784121016393。
- 過激派問題研究会「平成21年の過激派の軌跡と今後の展望」『月刊治安フォーラム』2010年2月号、立花書房、2010年。
- 山岡恒彦「過激派の“国際連帯闘争”を検証する」『月刊治安フォーラム』2008年1月号、立花書房、2008年。
- 杉原望「大震災を巡る過激派の動向」『月刊治安フォーラム』2011年9月号、立花書房、2011年。
- 大島真生『公安は誰をマークしているか』新潮社〈新潮新書433〉、2011年。ISBN 9784106104336。
- 渡部昇一「年表で読む-日本近現代史 増補改訂版」海竜社、2009年